# 병천천
병천천은 금강의 제2지류로 충청남도 천안시 병천면에서 발원하여 충청북도 청주시 강내면에서 미호강으로 흘러드는 금강의 제2지류이다. 승천천 합류점 부터 미호강 합류점 23.51km는 국가하천으로 지정되어 있다. 2025년 1월 1일부터 국가하천으로 승격되었다.

## 거치는 지역
- 충청남도 천안시 동남구 (병천면, 수신면)
- 충청북도 청주시 흥덕구 (옥산면, 오창읍, 오송읍)

## 지류
- 산방천
- 승천천